# ورود ممنوع ممنوع
ورود ممنوع ممنوع یک مجموعه تلویزیونی محصول سال ۱۳۸۲ به کارگردانی مهران غفوریان، نویسندگی بهمن معتمدیان، سروش صحت، شقایق دهقان، محراب قاسم‌خانی، محمد طالبیان، نیما حسن‌نیا، حمید برزگر و تهیه‌کنندگی مهران غفوریان می‌باشد که از شبکه تهران پخش شد. این مجموعه در ۱۰۰ قسمت چهل دقیقه ای تهیه شد.

## بازیگران
- زهرا اویسی
- سیامک اشعریون
- کیومرث ملک‌مطیعی
- مرتضی ضرابی
- ملکه رنجبر
- منوچهر آذری
- مونا داوودنژاد
- مهران غفوریان
- نورا هاشمی
- یوسف تیموری